# Pasi Rautiainen
Pasi Rautiainen, né le 18 juillet 1961 à Helsinki en Finlande, est un footballeur international finlandais, devenu entraîneur à l'issue de sa carrière, qui évoluait au poste de milieu de terrain.

## Biographie

### Carrière de joueur
Pasi Rautiainen dispute 6 matchs en Ligue des champions, pour un but inscrit,.

### Carrière internationale
Pasi Rautiainen compte 29 sélections et 1 but avec l'équipe de Finlande entre 1979 et 1987. 
Il est convoqué pour la première fois par le sélectionneur national Esko Malm  pour un match amical contre l'Irak le 5 février 1979 (défaite 1-0). Par la suite, le 26 octobre 1979, il inscrit son seul but en sélection contre la Norvège, lors d'un match des éliminatoires des Jeux olympiques 1980 (1-1). Il reçoit sa dernière sélection le 9 septembre 1987 contre la Tchécoslovaquie (victoire 3-0).

## Palmarès

### En tant que joueur
- Avec le HJK Helsinki
  - Champion de Finlande en 1978 et 1990

- Avec le Werder Brême
  - Champion d'Allemagne de D2-Nord en 1981

### En tant qu'entraîneur
- Avec le Flora Tallinn
  - Vainqueur de la Coupe d'Estonie en 2008